# Aristide Gromer
Aristide Gromer (ur. 11 kwietnia 1908 w Dunkierce, zm. 6 lipca 1966 w Plouguernével) – francuski szachista, wielokrotny mistrz Francji.

## Kariera szachowa
W latach 30. XX wieku należał do grona najlepszych francuskich szachistów, trzykrotnie (1933, 1937, 1938) zdobywając złote medale w indywidualnych mistrzostwach kraju. Trzykrotnie (1930, 1931, 1939) reprezentował Francję na szachowych olimpiadach, zdobywając 21 pkt w 48 partiach.
W roku 1930 podzielił II miejsce (za Eugene Znosko-Borowskim, wraz z Ksawerym Tartakowerem, a przed Jakiem Miesesem i Andorem Lilienthalem) w międzynarodowym turnieju w Paryżu. W 1934 zajął VI m. w Sitges, natomiast w 1938 – II m. w Paryżu (za Baldurem Hönlingerem. W tym samym roku rozegrał mecz z mistrzem Belgii, Albéricem O’Kellym de Galwayem, w którym zwyciężył 2½ – 1½. W 1940 zajął I miejsce (przed Franciszkiem Sulikiem i Carlosem Guimardem) w międzynarodowych mistrzostwach Argentyny, rozegranych w Buenos Aires.